# Человек-оружие (телесериал)
«Человек-оружие» — американский телесериал, где ведущие Джейсон Чемберс и Билл Дафф путешествуют по миру, изучая уникальные виды единоборства или борьбы в регионе где он был создан.

## Обзор
Каждая серия обычно состоит из краткого обзора данного вида боевого искусства, включая видеоклипы спаррингов. Ведущие затем путешествуют по различным местоположениям, изучая несколько ударов, блоков и других необходимых приёмов от различных инструкторов и мастеров. По пути, они изучают о происхождении и культурной истории каждого вида единоборства. Чтобы помочь зрителям понять изученные приёмы, каждый приём визуально отображён используя видеоанализ. После отрабатывания несколько необходимых аспектов искусства, начинается тренировка чтобы связать всё это вместе. В конце каждой серии, один из ведущих (иногда оба) должен показать себя в поединке с мастером или профессионалом используя приёмы этого стиля.

## Список серий
| № серии | Страна/стиль                     | Премьера          |
| ------- | -------------------------------- | ----------------- |
| 1       | Таиланд и муай-тай               | 20 июля, 2007     |
| 2       | Филиппины и эскрима              | 27 июля, 2007     |
| 3       | Окинава и карате                 | 3 августа, 2007   |
| 4       | Франция и сават                  | 10 августа, 2007  |
| 5       | Япония и дзюдо                   | 17 августа, 2007  |
| 6       | Греция и панкратион              | 24 августа, 2007  |
| 7       | Израиль и крав мага              | 31 августа, 2007  |
| 8       | США и борьба морской пехоты      | 21 сентября, 2007 |
| 9       | США и смешанные боевые искусства | 28 сентября, 2007 |
| 10      | Китай и кунфу                    | 2 ноября, 2007    |
| 11      | Россия и самбо                   | 9 ноября, 2007    |
| 12      | Камбоджа и прадал серей          | 16 ноября, 2007   |
| 13      | Малайзия и силат                 | 23 ноября, 2007   |
| 14      | «Паспорт к боли» (обзор сезона). | 7 декабря, 2007   |
| 15      | Япония и ниндзюцу                | 14 декабря, 2007  |
| 16      | Южная Корея и таэквондо          | 27 декабря, 2007  |